# Camera Lucida
"Camera Lucida. Нотування фотографії" (фр. La chambre claire) - остання книга французького дослідника Ролана Барта, вперше видана 1980 року у Франції. Одна з найвідоміших книг у сфері дослідження фотографії. У книзі 48 розділів, а також наочні приклади фотографій, серед яких є твори Надара, Вільяма Кляйна, Роберта Меплторпа, Августа Зандера та інших. Цю книгу Ролан Барт написав надихнувшись фотографією його матері в Зимовому Саду.
Перше українське видання було здійснене Музеєм Харківської школи фотографії 7 квітня 2022 року, у перекладі Олени Червоник.
Про «Camera lucida» Олена Червоник писала як про книгу, що дала значний поштовх для розвитку дискурсу про сенси фотографії, семіотичні коди у ній, розуміння смерті, часу та простору. Вона звернула увагу на різноманітні аспекти цього твору: теоретичний, творчий, науковий та культурологічний.

## Зміст
Книга "Camera Lucida" складається з двох частин, у кожній з яких по 24 розділи, усі з власними назвами, що позначають особливі терміни у  фотографії, введені Роланом Бартом. Перша частина стосується зародження фотографії, її особливостей та походження. Тут з'являється особа Споглядача - не лише того, хто дивиться на фотографію, а й того, хто на ній присутній.  У цій частині автор розглядає поняття studium і punctum, які позначають сфотографований об'єкт, що існує, і значення, яке надає йому Споглядач. 
Друга частина книги зосереджена на ослідженні фотографії матері автора, а також про фотграфію як доказ присутності. Тут автор багато пише про сенси та смерть у фотографії. Він також пише, про спотворення нашого лиця та реальності: вона показує те, чого ми не помічаємо, і фотографі, наче старість, видозмінює наше лице. Знайти правду у ній дуже важко.